# Kamienka (obwód archangielski)
Kamienka (ros. Каменка) – osiedle typu miejskiego w północnej Rosji, na terenie obwodu archangielskiego, w północno-wschodniej  Europie.
Miejscowość liczy 3.246  mieszkańców (1 stycznia 2005 r.).